# کسل کانیون مسا (آریزونا)
کسل کانیون مسا (به انگلیسی: Castle Canyon Mesa) یک منطقهٔ مسکونی در ایالات متحده آمریکا است که در آریزونا واقع شده‌است. کسل کانیون مسا ۱٬۵۷۹ متر بالاتر از سطح دریا واقع شده‌است.